# Saison 1997-1998 du Racing Club de Lens
Vous lisez un « bon article » labellisé en 2014.
Maillots
Chronologie
Saison précédente Saison suivante
La saison 1997-1998 du Racing Club de Lens est la quarante-cinquième saison du club pas-de-calaisien en première division du championnat de France, la septième consécutive au sein de l'élite du football français. Cette saison marque l'histoire du club, car c'est à l'issue de celle-ci que le RC Lens remporte son premier et unique titre de champion de France. Le club artésien atteint également pour la troisième fois de son histoire la finale de la Coupe de France.
Daniel Leclercq entraîne le club lors de cette saison qui se déroule juste avant la Coupe du monde organisée par la France, et pour laquelle le stade Bollaert accueille plusieurs matchs. Leclercq prend les commandes de l'équipe en début de saison après avoir été la saison précédente l'adjoint de Roger Lemerre. Celui-ci était arrivé au cours de l'année 1997 pour empêcher une éventuelle relégation lensoise en deuxième division. Leclercq met en place une tactique basée sur l'offensive et la vitesse. Pour cela, il compte sur des joueurs présents depuis plusieurs années, tels Jean-Guy Wallemme, natif de la région, formé au club et capitaine de l'équipe, ou le gardien Guillaume Warmuz. Les recrues Anto Drobnjak et Stéphane Ziani occupent également un rôle central dans l'équipe sang et or.
Sixième du championnat à mi-saison, le RC Lens prend la tête du championnat à l'issue de sa victoire à l'extérieur lors de la trentième journée contre le FC Metz, alors leader. Les Lensois ne quittent plus la première place et sont sacrés lors de la dernière journée, après un match nul à Auxerre contre l'AJA. Parallèlement à ce parcours victorieux en championnat, le RC Lens s'incline en finale de la Coupe de France et en demi-finale de la Coupe de la Ligue contre le Paris Saint-Germain.

## Avant-saison

### La Coupe du monde en France

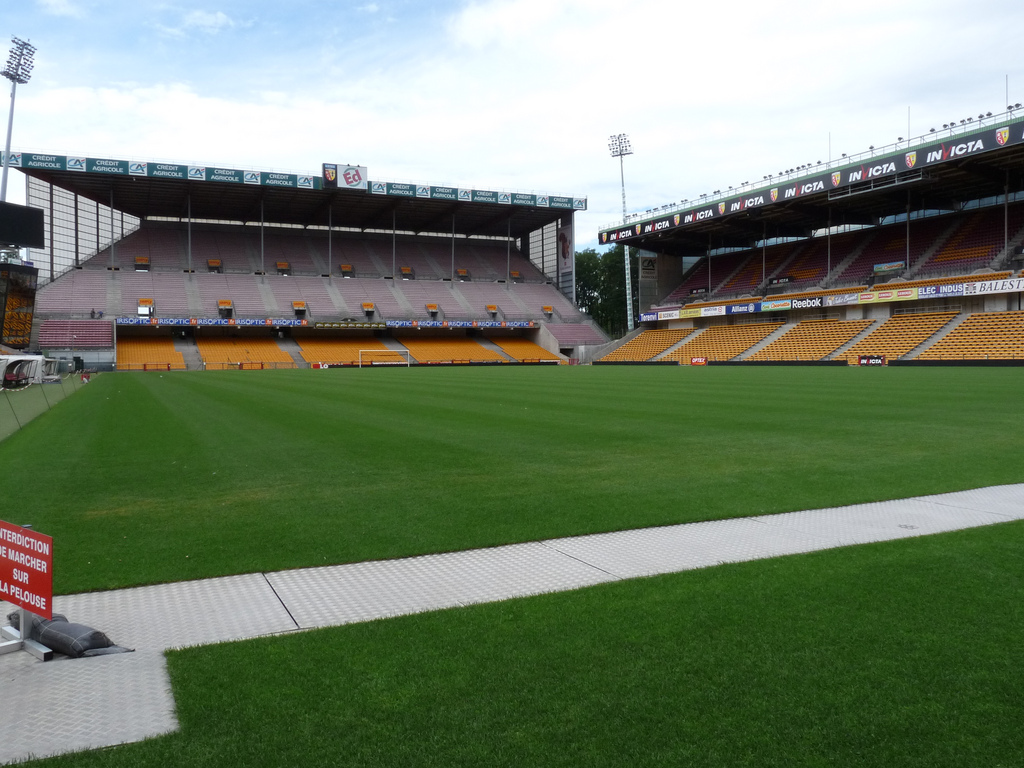
Le stade Bollaert, enceinte du RC Lens retenue pour la Coupe du monde 1998.

La saison 1997-1998 est celle qui précède l'organisation de la Coupe du monde par la France. Pour cette compétition importante, le stade Bollaert a été choisi pour accueillir plusieurs rencontres, dont une huitième de finale. La rénovation des tribunes du stade s'étend de juillet 1995 à 1997 et permet au Racing Club de Lens de jouer dans une enceinte à la capacité réduite de 41 649 places assises, à comparer aux 50 000 places assises et debout avant les travaux. La période pré-Coupe du monde touche également l'encadrement technique de Lens. Roger Lemerre rejoint l'équipe de France en tant qu'adjoint du sélectionneur Aimé Jacquet, un an après le départ de Patrice Bergues à la direction technique nationale. Daniel Leclercq devient l'entraîneur principal du club en juillet 1997, après avoir été entraîneur de la réserve, responsable de la formation, puis adjoint de Lemerre la saison précédente,. Il souhaite voir finir son club entre la deuxième et la sixième place du championnat,.

### Transferts

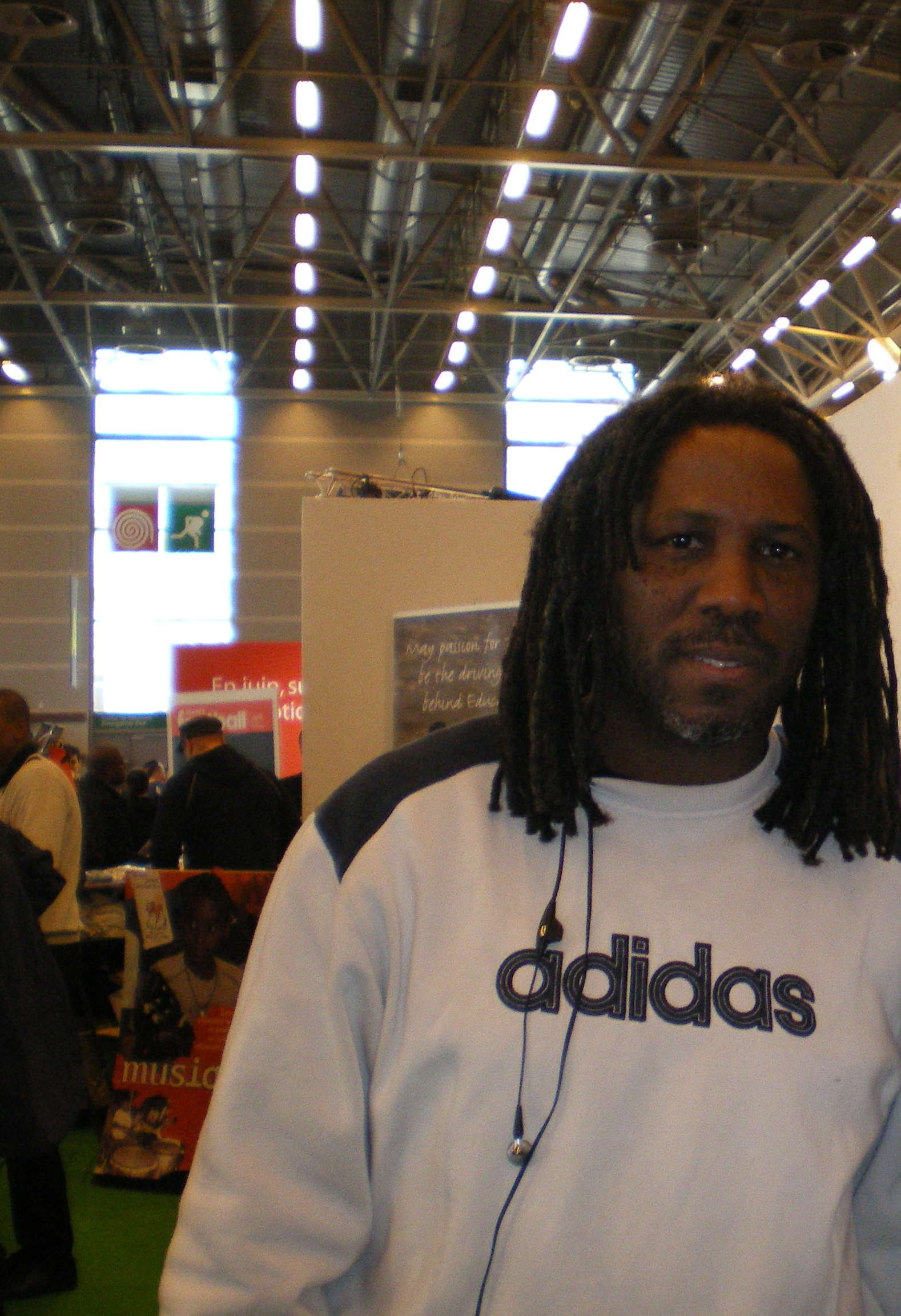
Jimmy Adjovi-Boco quitte le RC Lens à l'issue de la saison 1996-1997.

L'avant-saison est marquée par de nombreux transferts de joueurs. Au niveau des arrivées, le Yougoslave Anto Drobnjak du SC Bastia, fort de ses dix-huit réalisations en 1997, ou le Bordelais Stéphane Ziani, finaliste par trois fois de coupes nationales, rejoignent le club de Lens, bien que convoités par plusieurs clubs français et européens. Le défenseur José-Karl Pierre-Fanfan, en provenance de l'USL Dunkerque, signe également, tandis que Wagneau Eloi et Wilson Oruma reviennent de leur prêt à l'AS Nancy-Lorraine.
Plusieurs joueurs quittent l'Artois pour signer dans d'autres clubs. Le Russe Sacha Rytchkov, après une saison sous le maillot sang et or et un contrôle positif au cannabis, qui lui vaut d'être écarté par le club artésien, rejoint le FC Cologne et la Bundesliga, tout comme le Français David Régis qui signe à Karlsruher SC. Jimmy Adjovi-Boco s'engage avec Hibernian FC en Écosse. Titi Camara, qui signe à l'Olympique de Marseille, Sébastien Dallet, qui part au FC Sochaux, ainsi que Christophe Delmotte et Jean-Claude Nadon, à l'Olympique lyonnais, restent quant à eux en Division 1. Enfin, Philippe Vercruysse rejoint l'Arabie saoudite et le club d'Al Hilal Riyad. Évoluant principalement en réserve, Cédric Vernier et Xavier Dablemont sont respectivement prêtés au Paris FC et au FC Gueugnon. Pegguy Arphexad, membre de l'effectif lensois au début du mois d'août 1997, rejoint finalement Leicester City.

### Préparation d'avant-saison
Le club se rend à Albertville, dans le département de la Savoie, le 25 juin 1997 pour y réaliser un stage de préparation. Le mois suivant, le Racing Club de Lens rencontre l'Étoile rouge de Belgrade pour un match de préparation à Abbeville (Somme). Le club artésien remporte le match et n'encaisse pas de but. Le RC Lens domine également sur son terrain le SV Waregem, club de deuxième division belge, par deux buts à un.

## Compétitions

### Championnat
La saison de championnat de Division 1 1997-1998 se déroule du 2 août 1997 au 9 mai 1998. C'est la 60e édition du championnat de France de football et elle oppose 18 clubs au cours de 34 journées. C'est la 45e participation du Racing Club de Lens à cette compétition, cette saison étant la septième consécutive. Le vainqueur de ce championnat sera qualifié pour la phase de groupe de la Ligue des Champions la saison suivante, le deuxième passera par le deuxième tour préliminaire, les trois suivants joueront la Coupe de l'UEFA. Les deux suivants sont qualifiés pour la Coupe Intertoto 1998.

#### Début de saison - Journées 1 à 4
La saison de Lens débute par un match à domicile face l'AJ Auxerre le 8 août 1997. Pour cette rencontre, Daniel Leclercq adopte un dispositif porté vers l'attaque avec le trident Philippe Brunel, Vladimír Šmicer et Anto Drobnjak. Cette tactique est payante car les Lensois marquent deux fois en première période, buts de Franck Silvestre contre son camp et de Stéphane Ziani, et une fois en seconde par Tony Vairelles, rentré à la place de Šmicer à 20 minutes de la fin du match. Lens se place alors en tête du classement et Jean-Michel Brichen, de France Football, qualifie alors le club d'« outsider sérieux ».

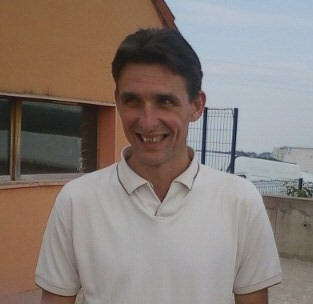
Guillaume Warmuz, gardien de but du RC Lens en 1997-1998.

Pour la deuxième journée de championnat, les Lensois se déplacent au stade de la Meinau pour y rencontrer le RC Strasbourg. L'entraîneur décide de conserver une organisation offensive avec Tony Vairelles en plus par rapport au match précédent. Après une première période sans aucun but, Stéphane Ziani délivre une passe décisive à Vairelles qui marque le premier but. Cependant les Strasbourgeois égalisent puis l'emportent grâce à un doublé de David Zitelli.
Le 15 août 1997, Le Havre AC vient disputer la troisième journée de championnat au stade Bollaert. Ce match, malgré des attaques lensoises menées par Drobnjak, se termine par un score nul et vierge.
Lens se rend au stade Vélodrome pour la quatrième journée pour y rencontrer l'Olympique de Marseille le 22 août 1997. Ce match est particulier pour Drobnjak qui a failli signer dans le club marseillais à l'intersaison. Or, après cinq minutes de jeu, Laurent Blanc marque un but pour l'OM. Mais à la 16e minute de jeu, le défenseur marseillais fauche Vairelles dans la surface. Le penalty est transformé par Anto Drobnjak. Le Yougoslave double la mise à la 31e minute sur une passe de Ziani. Cependant, à la 45e minute, une faute sur Xavier Gravelaine à 25 mètres amène un but du joueur marseillais, qui tire lui-même le coup franc. Lors de la deuxième période, à la 63e minute, Drobjnak signe un triplé sur une passe de Yoann Lachor. Les Lensois l'emportent sur le score de trois à deux malgré l'expulsion de Wagneau Eloi à la 82e et un penalty marseillais repoussé par Guillaume Warmuz en fin de match.
À l'issue des quatre premières journées, Lens se situe à la quatrième place du classement à cinq points du leader, le FC Metz.

#### Trois matchs sans victoire - Journées 5 à 7
Pour la cinquième journée, le Racing Club de Lens reçoit le Montpellier HSC. À la suite de son triplé à Marseille la journée précédente, Drobnjak est acclamé par les supporters présents au stade Bollaert. Néanmoins, le Yougoslave ne marque pas de but lors de cette rencontre, et rate même un pénalty face à Philippe Flucklinger. Ce match se termine sur le score de zéro à zéro.
Les Lensois jouent une deuxième journée consécutive à domicile. La réception du FC Nantes, comptant pour la sixième journée, se déroule le 5 septembre 1997. Durant ce match, Stéphane Ziani a marqué deux buts, qui sont refusés pour position de hors-jeu. Les deux équipes se séparent donc sur un score vierge.
Après ces deux matchs nuls, les Lensois se rendent au stade du Roudourou pour y rencontrer l'équipe de l'En Avant de Guingamp et essayer de ramener au moins un point de Bretagne. Cependant, après 22 minutes de jeu, les Guingampais mènent par deux à zéro, grâce à des buts marqués par Laspalles et Bancarel. Malgré un but pour Lens, marqué contre son camp par Foulon à la 47e, le club artésien ne parvient pas à revenir dans le match et s'incline par deux à un.
Après ces sept journées, le Racing Club de Lens se situe à la dixième position à 10 points du FC Metz, toujours en tête du classement.

#### Première série de victoires - Journées 8 à 12
La huitième journée voit la réception au stade Bollaert du Toulouse FC, classé cinquième avec trois points d'avance sur les Lensois. Vladimír Šmicer marque dès la dix-septième minute sur une passe de Philippe Brunel. Malgré un tir de Patouillard sur la transversale de Guillaume Warmuz, ce sont les Lensois qui doublent la mise sur un but à la 88e minute de Wagneau Eloi et remportent le match, ce qui leur permet de rejoindre au classement leur adversaire du jour.
Le 25 septembre 1997, le Racing Club de Lens se rend au stade Gerland pour le compte de la neuvième journée pour un match débutant à l'horaire inhabituel de 18 h 30. Frédéric Déhu ouvre le score à la suite d'un corner à la dix-neuvième minute. Trois minutes avant la pause, Lachor marque un deuxième but sur une passe de Ziani. Un peu plus de dix minutes après la reprise, les Lensois marquent un troisième but par Stéphane Ziani. Malgré un but d'Alain Caveglia, Lens s'impose et remonte à la cinquième place du championnat.
Le Racing Club de Lens souhaite enchaîner sur une troisième victoire consécutive avec la réception de La Berrichonne de Châteauroux, match comptant pour la dixième journée. La préparation de ce match est perturbée du côté du club artésien par l'offre de 30 millions de francs, faite par le club anglais de Tottenham Hotspur FC, pour faire signer Ziani. Le joueur de 1,67 m en plaisante en disant que le club anglais avait pris connaissance de son « redoutable jeu de tête ». Or, lors de ce match, le meneur de jeu lensois marque l'unique but de son équipe de la tête à la 33e minute. Les Lensois enchaînent donc une troisième victoire consécutive.
La onzième journée est marquée par le déplacement du Racing Club de Lens aux Girondins de Bordeaux. Les Lensois, cinquièmes, se rendent chez les Bordelais, troisièmes, situés à 2 points devant. Ce sont les Girondins qui prennent l'ascendant dès la dixième minute de jeu sur un but de Diabaté. Le club au scapulaire double la mise dès la 28e minute par François Grenet alors que les Lensois viennent de perdre Ziani et Debève sur blessure. Trois minutes après le début de la deuxième période, Jean-Guy Wallemme est expulsé par l'arbitre Alain Sars pour une faute sur Kaba Diawara ce qui n'empêche pas les Lensois d'attaquer à de multiples reprises, obligeant le gardien Ulrich Ramé à effectuer plusieurs parades. Mais ce sont les Bordelais qui marquent un troisième et dernier but à la 90e minute par Saveljic et qui gagnent le match.
Daniel Leclercq demande à son équipe de se relancer dès la réception de l'AS Monaco neuf jours plus tard. Le match est marqué par une dizaine d'occasions franches des Lensois sur le but Monégasque gardé par l'un des gardiens de l'équipe de France Fabien Barthez. À la 55e minute de jeu, Šmicer marque après avoir dévié un tir de Hervé Arsène.
Grâce à cette quatrième victoire en cinq matchs, le Racing Club de Lens se situe à la cinquième place du championnat, l'écart étant de six points avec le leader, le Paris Saint-Germain.

#### Dans les places européennes à la mi-saison - Journées 13 à 17
Le Paris Saint-Germain reçoit le Racing Club de Lens au Parc des Princes en position de leader du championnat. Le club parisien a subi trois jours auparavant une défaite en Ligue des Champions cinq à un face au Bayern de Munich et les Lensois espèrent jouer un coup au club francilien. Mais c'est N'Gotty qui ouvre le score à la 21e minute de jeu. Et dès le début de la deuxième période, Raí, après un passement de jambes, marque un but d'une talonnade. Ce but signe la victoire du PSG et permet au club de consolider sa place de leader. Quant à Lens, le club ne descend que d'une place mais l'écart s'accroît de trois points avec la première place.
Le 1er novembre 1997, c'est le FC Metz, troisième du championnat, qui vient jouer au stade Bollaert dans le cadre de la quatorzième journée. Lors de la première période, la domination est messine mais ce sont les Lensois qui ouvrent le score sur un but de Ziani à la 36e minute de jeu. Or, juste avant la mi-temps, le Messin Robert Pirès égalise, et par la même occasion, marque le premier but adverse de la saison à Bollaert. Le score entre le futur champion et son futur dauphin en restera là et les deux équipes se séparent donc sur un match nul.
Pour la quinzième journée, le Racing Club de Lens rencontre le Stade rennais au stade de la route de Lorient. Et le match débute par un but à la troisième minute de jeu pour les Lensois, marqué par Drobnjak. Sept minutes plus tard, les Rennais égalisent à la suite d'une erreur défensive lensoise par Weiser. Šmicer marque à la 49e mais le Stade rennais égalise à nouveau par Goussé. Tony Vairelles permet à Lens de s'imposer avec un but à la 85e minute.
Le match opposant le RC Lens à l'AS Cannes, qui a lieu le 15 novembre 1997 et comptant pour la seizième journée, donne lieu à neuf buts. Drobjnak (aux onzième, seizième et 22e minutes) et Ziani (à la douzième minute) permettent au club artésien de mener quatre buts à zéro après 25 minutes de jeu. C'est alors que l'équipe de Cannes profite d'une équipe de Lens qui relâche la pression. Marco Grassi marque un premier but à la 37e. Au retour des vestiaires, Grassi (63e et 65e minutes) et Jean-Guy Wallemme (but contre son camp à la 77e minute) permettent au club cannois de revenir au score. À la 79e minute, Šmicer subit une faute dans la surface. Le penalty est marqué par Ziani et permet à Lens de s'imposer cinq buts à quatre, ce qui sera le record de buts marqués durant une rencontre pour la saison 1997-1998.
Pour la dernière rencontre de la première moitié du championnat, le Racing Club de Lens se rend en Corse, au stade de Furiani, pour y rencontrer le Sporting Club de Bastia. Les Bastiais sont dominés au cours de la première période. Cependant, dès l'entame de la deuxième période, Prince Daye marque pour le club corse l'unique but de la rencontre.
Cette dernière défaite des matchs aller n'a que peu d'incidence sur le classement du club artésien. Le RC Lens est sixième à six points du champion d'automne, le FC Metz (premier avec 34 points).
Extrait du classement de Division 1 1997-1998 à la mi-saison
| Rang | Équipe                 | Pts | J  | G  | N | P | Bp | Bc | Diff |
| ---- | ---------------------- | --- | -- | -- | - | - | -- | -- | ---- |
| 1    | FC Metz                | 34  | 17 | 10 | 4 | 3 | 26 | 15 | +11  |
| 2    | Olympique de Marseille | 33  | 17 | 10 | 3 | 4 | 25 | 13 | +12  |
| 3    | AS Monaco              | 32  | 17 | 10 | 2 | 5 | 29 | 17 | +12  |
| 4    | Paris SG               | 31  | 17 | 9  | 4 | 4 | 29 | 16 | +13  |
| 5    | Girondins de Bordeaux  | 30  | 17 | 8  | 6 | 3 | 22 | 17 | +5   |
| 6    | RC Lens                | 28  | 17 | 8  | 4 | 5 | 24 | 20 | +4   |

#### Cinquième place à la trêve hivernale - Journées 18 à 21
Le premier match de la phase retour se déroule le 29 novembre 1997 au stade Bollaert avec la réception du Racing Club de Strasbourg. Les Lensois sont invaincus depuis le début de la saison sur leur terrain. Dès la troisième minute de jeu, le RC Lens ouvre la marque par Vladimír Šmicer puis Stéphane Ziani double la mise à la neuvième minute. Les Strasbourgeois marquent à la dix-septième minute par Stéphane Collet mais les Lensois mènent trois buts à un à la suite d'un but contre son camp de Philippe Raschke. Le but de Pascal Nouma à la 88e minute n'empêche pas la victoire des Lensois. Les trois points acquis lors de ce match permettent au Racing Club de Lens de se positionner à la cinquième place du championnat.
Le 5 décembre 1997, les Lensois se déplacent sur le terrain du Havre AC pour le compte de la dix-neuvième journée. Daniel Leclercq, pour ce match, se passe de trois joueurs essentiels à son équipe (Ziani, Brunel et Déhu) ce qui permet à Tony Vairelles de récupérer une place de titulaire. Après une première période sans but, c'est ce même joueur qui marque à la 67e minute sur une passe de Debève. Ce but permet à Lens se s'imposer et se maintenir à la cinquième place au classement tout en se rapprochant de la tête du championnat.
La réception de l'Olympique de Marseille pour la vingtième journée est l'une des deux affiches du championnat (le match opposant le quatrième au cinquième), l'autre étant la réception du FC Metz (deuxième) par le Paris SG (troisième). Le match se joue à guichets fermés, avec un stade Bollaert rempli de 40 121 spectateurs. Les Marseillais ouvrent le score dès la huitième minute par Gravelaine. À la 36e minute, Ravanelli est déséquilibré dans la surface de réparation par le capitaine de Lens Wallemme mais l'arbitre Philippe Kalt ne siffle pas de faute. La deuxième période ne permet pas au RC Lens de marquer, en particulier grâce à de nombreuses parades de Köpke, et le club connaît donc sa première et unique défaite à domicile de la saison. Malgré ce match perdu, les Lensois conservent leur cinquième place.
Le dernier match de l'année 1997 pour Lens est un déplacement au stade de la Mosson pour y rencontrer le Montpellier HSC. Le match reste fermé jusqu'à la 75e minute et le but de Marc-Vivien Foé pour les Lensois. Six minutes plus tard, Debève marque le deuxième but lensois de la tête sur une passe de Méride. La réduction de l'écart par Frédéric Garny à la 86e minute n'empêche pas la victoire du Racing Club de Lens.
À la trêve hivernale, Lens est donc cinquième du championnat, à 5 points du leader, le FC Metz.

#### Rapprochement de la tête du championnat - Journées 22 à 26
À l'issue de la trêve hivernale, Daniel Leclercq envisage le titre en fin de saison et veut en convaincre ses joueurs au moment de reprendre la compétition,. Le 11 janvier 1998, le championnat reprend, après un match de Coupe de la Ligue contre le Stade rennais, pour le RC Lens avec un déplacement au stade de la Beaujoire du FC Nantes. Wallemme étant blessé, c'est Warmuz qui hérite du brassard de capitaine. Après un tir de Wilson Oruma sur le poteau de Mickaël Landreau, ce sont les Nantais qui ouvrent le score par Christophe Le Roux à la suite d'un mauvais dégagement de Foé. Le score ne change pas et Nantes s'impose un but à zéro. Lens reste à la cinquième place.
Dix jours plus tard, pour la 23e journée, les Lensois reçoivent l'EA Guingamp. C'est Šmicer qui ouvre la marque sur un centre de Foé à la 27e minute. En deuxième période, les Guingampais attaquent mais n'arrivent pas à marquer le but de l'égalisation. Le score final est donc de un à zéro et permet au Racing Club de Lens, outre le fait de se maintenir à la cinquième place, de se rapprocher de la tête du classement.
La 24e journée se déroule trois jours après la précédente. Lens se déplace sur le terrain du Toulouse FC, club qui craint les Sang et Or en raison des cinq victoires à l'extérieur des Lensois sur leurs onze premiers déplacements en championnat. Drobjnak marque à la 27e minute sur le premier contre lensois. Durant la deuxième période, à la 64e minute, Stéphane Ziani marque un deuxième but. Le Toulousain Rossi réduit l'écart une minute plus tard mais Lens remporte un nouveau match à l'extérieur qui lui permet de revenir à trois points du FC Metz, leader du championnat.
Le 4 février 1998, l'Olympique lyonnais vient rencontrer le Racing Club de Lens pour la 25e journée. Malgré la domination lyonnaise, c'est le RC Lens qui ouvre le score par Drobjnak à la 32e minute, rapidement suivi d'un deuxième but de Debève à la 38e minute. Au cours du match, Grégory Coupet multiplie les parades mais les Lensois valident leur victoire à la 90e minute avec un dernier but de Philippe Brunel. Grâce à cette large victoire, le leader marseillais ne se trouve qu'à un point de Lens, qui est classé quatrième.
Le Racing Club de Lens se déplace au stade Gaston-Petit de La Berrichonne de Châteauroux, dernier du classement, le 12 février 1998, pour y jouer la 26e journée de championnat. Ce match étant avancé, une victoire des Lensois leur permettrait de prendre la tête du championnat. Cependant, juste avant la mi-temps, Stéphane Dalmat marque pour la Berrichone, mettant fin à 390 minutes de stérilité offensive de son équipe. Quinze minutes après le début de la deuxième période, Laurent Dufresne marque un deuxième but pour les Castelroussins. Un penalty pour Lens, marqué par Ziani à la 90e minute, ne suffit pas à ramener un point du déplacement.
Après la 26e journée, le RC Lens, qui a raté l'occasion de prendre la tête du championnat, conserve sa quatrième place au classement mais se retrouve à quatre points du leader, l'Olympique de Marseille.

#### Parcours sans faute et titre - Journées 27 à 34
La 27e journée voit la réception des Girondins de Bordeaux au Stade Félix-Bollaert. Après leur contre-performance la journée précédente, le Racing Club de Lens a pour objectif de gagner le match pour essayer de se rapprocher encore plus de la tête du championnat. Après un début de match sans aucun but, les Lensois ouvrent le score à la suite d'une action démarrant de Yoann Lachor qui passe le ballon à Philippe Brunel, lui-même faisant un centre qui permet à Anto Drobnjak d'envoyer le ballon dans la cage d'Ulrich Ramé (61e minute). Ce but permet à Lens de s'imposer et, avec les résultats favorables de la journée, de revenir à un point de la première place.
Le 7 mars 1998, le club artésien rejoint Monaco pour y rencontrer le club de la principauté au stade Louis-II. Après avoir été dominés, les Lensois, sur leur première action dangereuse, réussissent à marquer par Stéphane Ziani à la 54e minute. Cette victoire permet à Lens de passer devant son adversaire du soir. De plus, le FC Metz a battu l'Olympique de Marseille ce qui permet au club mosellan de prendre la tête du championnat et au RC Lens de prendre la deuxième place.
Pour la 29e journée, le RC Lens, qui reçoit le Paris Saint-Germain, joue le dimanche 15 mars 1998 et connaît donc les résultats de ses concurrents directs. Le Football Club de Metz a battu le Montpellier HSC et est donc sûr de conserver sa place de leader. Le RC Lens est donc dans l'obligation de s'imposer pour ne pas se faire décrocher de la première place du classement. Ce sont les Lensois qui, dès la huitième minute, ouvrent le score par Tony Vairelles. Deux minutes avant la mi-temps, Stéphane Ziani bat Vincent Fernandez à la suite d'un corner rentrant directement dans les buts. Après un début de seconde période marqué par une période de fébrilité lensoise, le Paris Saint-Germain encaisse un troisième but marqué par Foé. Drobjnak aurait pu alourdir la marque mais son tir s'écrase sur la barre transversale du but parisien. Grâce à cette victoire, les Lensois restent à un point du leader messin, qui est leur prochain adversaire.
La 30e journée est donc marquée par le choc entre le FC Metz et le RC Lens, le leader du championnat et son dauphin. Ce match se déroule le 29 mars 1998 au stade Saint-Symphorien de Metz. Avant le match, Philippe Brunel, prévu comme titulaire, se blesse. Il est remplacé numériquement par Anto Drobnjak. Ce sont les Lensois qui prennent le contrôle de la rencontre dès le début du match. À la 22e minute, le ballon part de Warmuz et traverse tout le terrain en passant par Ziani et Šmicer. Ce dernier centre, Drobnjak reprend de la tête et marque le premier but lensois (22e minute). L'attaquant double la mise six minutes plus tard et permet au club artésien de mener deux à zéro. La deuxième période ne permet pas aux Messins de revenir au score et aurait même pu voir les Lensois aggraver la marque. Au coup de sifflet final, le Racing Club de Lens se retrouve donc leader du championnat avec deux points d'avance sur son adversaire du soir et dauphin. Ce match permet aux Lensois de prendre un avantage comptable mais aussi mental dans la course au titre. L'entraîneur messin, Joël Muller, déclare : « Quand on perd la première place à domicile, on prend un coup au moral ».
Le 7 avril 1998, le Racing Club de Lens reçoit, dans le cadre de la 31e journée et, en position de leader, le Stade rennais. Les Lensois doivent s'imposer pour conserver leur première place et à la dix-septième minute, Šmicer ouvre le score et permet donc à Lens de mener un à zéro. Quatre minutes après le début de la deuxième période, Drobjnak marque le deuxième but lensois. Darcheville trouve ensuite à trois reprises les poteaux du but gardé par Warmuz mais les Lensois accentuent leur avance avec un troisième but marqué par Eloi. Cette victoire permet au club du Pas-de-Calais de conserver la place de leader du championnat avec deux points d'avance sur son dauphin messin.
Pour la 32e et antépénultième journée, le Racing Club de Lens se rend au stade Pierre-de-Coubertin pour y rencontrer l'avant-dernier du classement, l'AS Cannes. Déséquilibré sur le papier, le match ne se débloque qu'à la 81e minute sur un but de Tony Vairelles. Trois minutes plus tard, Eloi marque le but du break pour les Lensois et permet au club artésien d'assurer la victoire et de conserver sa première place.

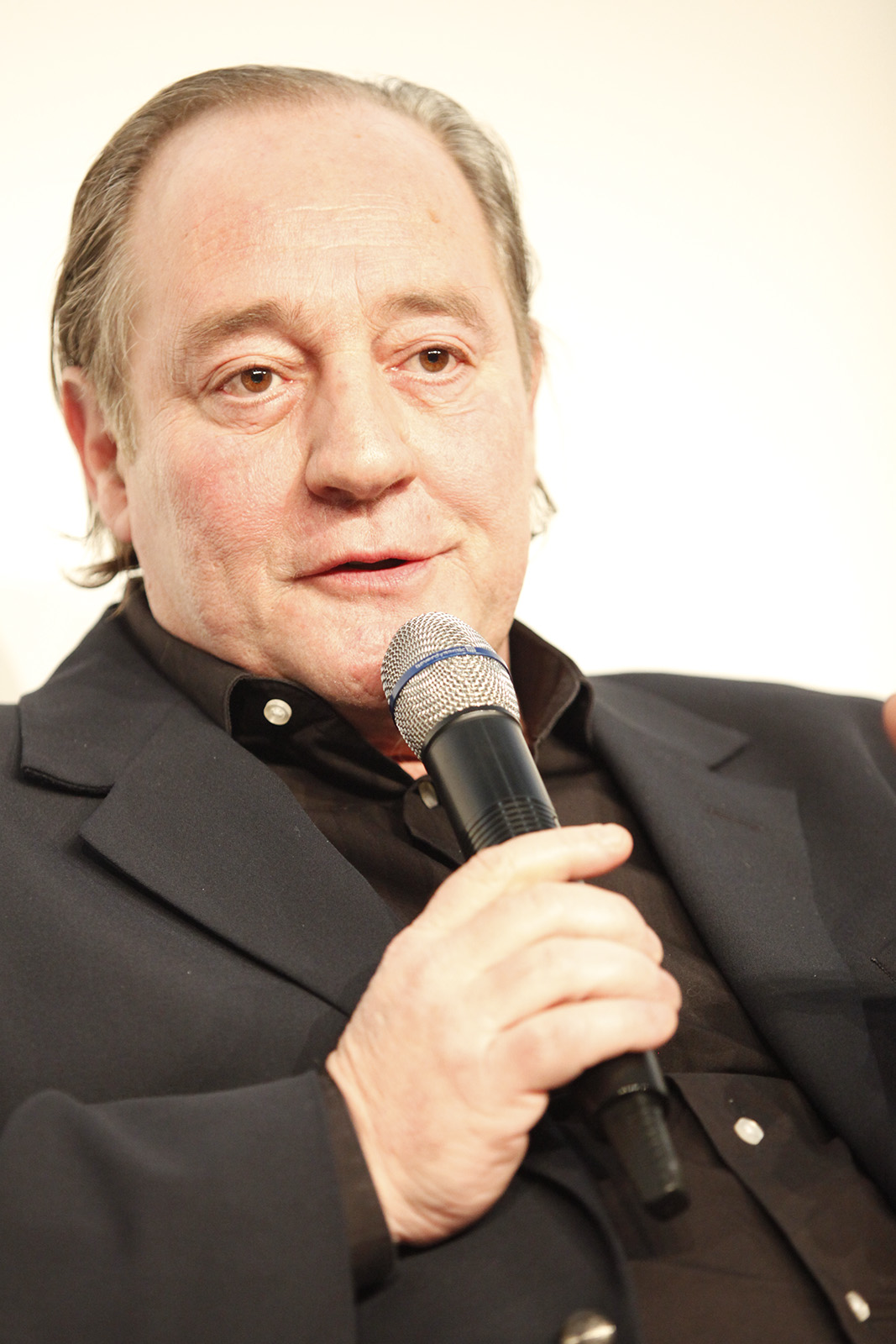
Gervais Martel, président du RC Lens en 1997-1998.

La rencontre contre le SC Bastia, disputée le 25 avril 1998 et comptant pour la 33e journée, est le dernier match de la saison joué au stade Félix-Bollaert, qui affiche complet pour accueillir l'équipe corse, meilleure défense du championnat avant cette journée. Les Lensois peuvent être sacrés champions s'ils gagnent et que le FC Metz ne fait pas mieux qu'un match nul. Le RC Lens marque dès la quatorzième minute par Tony Vairelles, score qui reste le même jusqu'à la fin de la première période. Au même moment, à la mi-temps, les Messins et les Toulousains sont toujours à égalité zéro à zéro et le Racing Club de Lens est donc virtuellement champion de France. À la 49e minute, Sébastien Pérez égalise pour le SC Bastia et relance donc le suspense, vu que huit minutes plus tard Meyrieu ouvre le score pour le FC Metz qui repasse donc premier au classement. Or, au même instant, Šmicer permet aux Lensois de reprendre l'avantage. Ensuite, Lens marque trois buts supplémentaires (Vairelles à la 61e, Drobnjak sur penalty à la 69e et à nouveau Vairelles à la 89e). Cette victoire cinq buts à un ne suffit pas aux Lensois pour être sacrés champions de France dès la fin du match, le FC Metz ayant gagné sur le terrain du Toulouse FC sur le score d'un but à zéro.
Pour la 34e et dernière journée du championnat 1997-1998, jouée le 9 mai 1998, le Racing Club de Lens se rend au stade de l'Abbé-Deschamps de l'AJ Auxerre. Le 2 mai précédent, le RC Lens a été battu en finale de la Coupe de France par le Paris Saint-Germain. Pour être sacrés champions, les Lensois n'ont besoin que d'un match nul tandis que le FC Metz doit à la fois battre l'Olympique lyonnais et en même temps espérer une défaite du club artésien à Auxerre. À la dixième minute de jeu, Šmicer marque un but mais Marc Batta, l'arbitre de la rencontre, le refuse pour une position de hors-jeu. En outre, quatre minutes plus tard, Sabri Lamouchi ouvre la marque pour l'AJ Auxerre contre le cours du jeu. Au même instant, le FC Metz mène face à l'OL et est donc virtuellement champion de France. Jusqu'à la fin de la première période, les Lensois poussent mais n'arrivent pas à revenir au score. Au retour des vestiaires, Lens recommence à attaquer et à la 53e minute, Yoann Lachor, sur une passe de Frédéric Déhu, marque et permet au Racing Club de Lens de redevenir leader du championnat,. À 21 h 46, l'arbitre siffle la fin de la rencontre et le Racing Club de Lens, grâce à son match nul, le premier de la saison à l'extérieur, devient officiellement champion de France de football.
Le soir même, l'équipe lensoise décolle de l'aéroport de Troyes, celui d'Auxerre subissant une panne de balisage, en direction de celui de Lille. Accueillie alors par de nombreux supporters, toute l'équipe ainsi que l'encadrement technique et le président Gervais Martel se retrouvent à trois heures du matin au stade Félix-Bollaert, ouvert spécialement pour l'occasion en raison de l'importance du public présent,. Trente mille personnes se réunissent à cette heure avancée de la nuit pour faire la fête avec l'équipe lensoise. Le lendemain, les Lensois défilent à Lens boulevard Basly à bord d'une benne reliée à un tracteur conduit par Gervais Martel et amenant les joueurs à la mairie,. Impressionné par la foule présente, le maire de Lens, André Delelis, déclare alors : « Je n'ai jamais vu autant de monde dans Lens depuis la Libération ». Quelques jours après le titre de champion de France, les Lensois terminent leur saison par un stage dans les Antilles.

#### Classement final et statistiques
Le Racing Club de Lens termine le championnat à la première place avec 21 victoires, 5 matchs nuls et 8 défaites, pour un total de 68 points (3 points pour une victoire, 1 point gagné pour chaque match nul et aucun point inscrit en cas de revers). Son dauphin, le Football Club de Metz possède le même nombre de points mais avec une victoire en moins et 3 matchs nuls en plus. Les Lensois et les Messins sont ainsi départagés par leur différence de buts, +25 pour le RCL contre +20 pour le FC Metz. C'est la première fois de l'histoire que le champion de France est désigné à la différence de buts.
Les Lensois possèdent la meilleure attaque, ex-æquo avec l'AJ Auxerre, avec 55 buts marqués et la troisième meilleure défense, derrière l'Olympique de Marseille (27 buts encaissés) et le Football Club de Metz (28 buts), avec 30 buts encaissés,. Le Football Club de Metz est la meilleure équipe à domicile avec 42 points suivie du Racing Club de Lens avec 40 points, tandis qu'au classement extérieur, c'est le club lensois qui est premier avec 28 points suivi du club lorrain avec 26 points. Le RC Lens réalise la plus grande série de victoires consécutives (7) et de matchs d'affilée sans défaite (8) entre la 27e journée et le match nul final à Auxerre. Seule l'AS Monaco, après une défaite à domicile contre Auxerre, réalise une série de victoires consécutives comparable de la 14e à la 20e journée de championnat avant une défaite trois buts à zéro contre le FC Metz. Enfin, l'affluence moyenne dans le stade Bollaert a été de 27 788 spectateurs ce qui en fait la 3e meilleure moyenne derrière celles du Paris Saint-Germain (31 965) et de l'Olympique de Marseille (27 791).
Une étude réalisée sur les statistiques lensoises quart-d'heure par quart-d'heure montre que le RC Lens est le plus efficace offensivement dans le dernier quart-d'heure avec 12 des 55 buts inscrits, ce qui est également le quart-d'heure le plus productif en matière de récupération de balle. En matière de défense, c'est dans les deux derniers quart-d'heure de la première mi-temps que les Lensois encaissent le moins de buts (4). Enfin, le premier quart-d'heure de la deuxième mi-temps est celui où les Lensois jouent le plus de ballons et également celui où ils en perdent le plus.
Le Racing Club de Lens est qualifié directement pour la phase de groupes de la Ligue des Champions 1998-1999, le Football Club de Metz devant passer par le deuxième tour préliminaire. L'AS Monaco, l'Olympique de Marseille, les Girondins de Bordeaux et l'Olympique lyonnais sont quant à eux qualifiés pour les 32e de finale de la Coupe UEFA 1998-1999. L'AJ Auxerre et le SC Bastia participeront à la Coupe Intertoto 1998 à la suite de leur septième et neuvième places. Le SC Bastia accède à une coupe européenne car le Paris Saint-Germain (huitième), ayant gagné les deux coupes nationales, est qualifié pour le premier tour de la Coupe des vainqueurs de coupe 1998-1999.
Les Trophées UNFP, récompensant les acteurs du football en France, sacrent le technicien lensois Daniel Leclercq comme meilleur entraîneur du championnat, le trophée du meilleur joueur revenant à l'attaquant italien Marco Simone du Paris Saint-Germain et celui du meilleur espoir à David Trezeguet, attaquant de l'AS Monaco.
Extrait du classement de Division 1 1997-1998
| Rang | Équipe                 | Pts | J  | G  | N  | P  | Bp | Bc | Diff |
| --- | ---------------------- | --- | -- | -- | -- | -- | -- | -- | ---- |
| 1 | Racing Club de Lens    | 68  | 34 | 21 | 5  | 8  | 55 | 30 | +25  |
| 2 | FC Metz                | 68  | 34 | 20 | 8  | 6  | 48 | 28 | +20  |
| 3 | AS Monaco              | 59  | 34 | 18 | 5  | 11 | 51 | 33 | +18  |
| 4 | Olympique de Marseille | 57  | 34 | 16 | 9  | 9  | 47 | 27 | +20  |
| 5 | Girondins de Bordeaux  | 56  | 34 | 15 | 11 | 8  | 49 | 41 | +8   |
| 6 | Olympique lyonnais     | 53  | 34 | 16 | 5  | 13 | 39 | 37 | +2   |
| 7 | AJ Auxerre             | 51  | 34 | 14 | 9  | 11 | 55 | 45 | +10  |
| 8 | Paris SG               | 50  | 34 | 14 | 8  | 12 | 43 | 35 | +8   |
| 9 | SC Bastia              | 50  | 34 | 13 | 11 | 10 | 36 | 31 | +5   |
| 10 | Le Havre AC            | 44  | 34 | 10 | 14 | 10 | 38 | 35 | +3   |
| - Ligue des Champions 1998-1999 (Phase de groupes) - Ligue des Champions 1998-1999 (2e tour préliminaire) - Coupe d'Europe des vainqueurs de coupe de football 1998-1999 (Premier tour) - Coupe UEFA 1998-1999 (32es de finale) - Coupe Intertoto 1998 |                        |     |    |    |    |    |    |    |      |

### Coupe de France

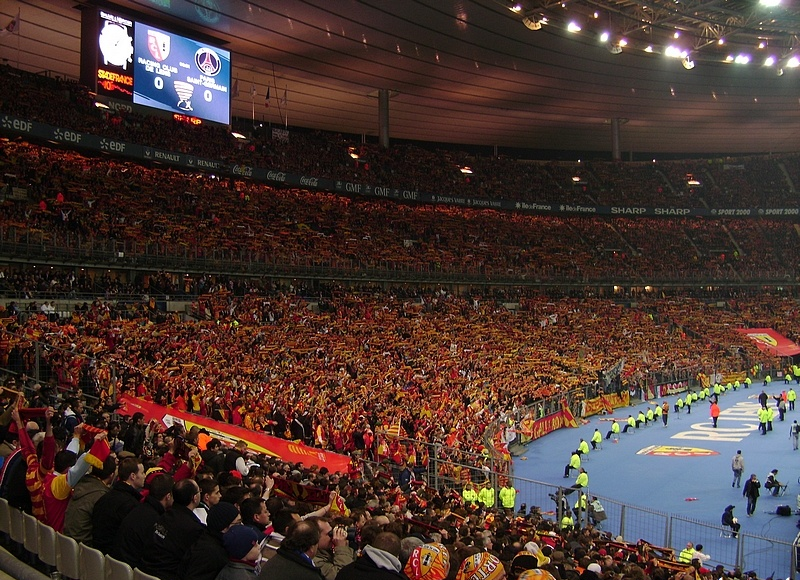
Supporters lensois, ici en 2008, présents au stade de France.

La Coupe de France 1997-1998, dont c'est la 81e édition, regroupe 6 106 équipes, allant des professionnels aux amateurs. Le vainqueur de la compétition se qualifie pour la Coupe d'Europe des vainqueurs de coupe 1998-1999. À partir de cette édition, la finale se déroule au Stade de France de Saint-Denis.
Entré en lice, comme tous les clubs de première division, au niveau des trente-deuxièmes de finale, le Racing Club de Lens reçoit à Bollaert le club du Havre AC le 17 janvier 1998. Après avoir été menés un but à zéro, les Lensois reviennent au score en deuxième période grâce à Tony Vairelles puis s'imposent deux buts à un avec un but de Frédéric Déhu.
Lens dispute les seizièmes de finale le 7 février 1998 face au Stade athlétique spinalien, club de National. La rencontre se déroule à Épinal, au stade de La Colombière, terrain du club. Après le temps réglementaire, les deux clubs n'ont marqué aucun but. Au cours des prolongations, Cyrille Magnier puis Tony Vairelles inscrivent deux buts et permettent au club lensois de se qualifier pour les huitièmes de finale.
À ce tour de coupe, le Racing Club de Lens se rend au stade Michel-d'Ornano le 28 février 1998 pour y rencontrer le club de CFA 2 de l'UFC Argentan. Le RC Lens ouvre la marque en milieu de première période par Wagneau Eloi. Au cours de la deuxième période, Argentan égalise avant que Wagneau Eloi double la mise et que Frédéric Déhu inscrive un troisième but.
En quarts de finale, Lens retourne au stade d'Ornano le 21 mars 1998 pour y rencontrer cette fois-ci les véritables pensionnaires du stade, le Stade Malherbe de Caen, alors en Division 2. Les locaux ouvrent le score en première période. En deuxième période, Vladimír Šmicer inscrit un doublé et permet aux Lensois de se qualifier pour les demi-finales. Le Tchèque, qui a promis de se raser uniquement lorsque le RC Lens sera éliminé de la compétition, conserve donc sa barbe.
Le tirage au sort des demi-finales désigne comme rencontres Paris Saint-Germain - EA Guingamp et RC Lens - Olympique lyonnais. Au cours de la rencontre qui se déroule au stade Bollaert le 11 avril 1998, les Lensois marquent un but à chaque période, tous deux inscrits par Stéphane Ziani.
Qualifiés pour la finale, les Lensois rencontrent le Paris Saint-Germain le 2 mai 1998. Le Racing Club de Lens dispute la troisième finale de son histoire, après celles de 1948 et de 1975 (finale à laquelle a pris part Daniel Leclercq en tant que joueur). Au cours de la rencontre, Raí inscrit un but de la tête en première mi-temps. Marco Simone double la marque pour le club parisien en début de deuxième mi-temps. Šmicer réduit l'écart en fin de rencontre. Le PSG l'emporte donc deux buts à un et remporte alors sa cinquième Coupe de France.

### Coupe de la Ligue
La Coupe de la Ligue 1997-1998 se déroule du 11 novembre 1997 au 4 avril 1998 et en est à sa quatrième édition. Comme pour la Coupe de France, c'est à partir de cette édition que la finale se déroule au Stade de France. Cette compétition regroupe tous les clubs professionnels qu'ils soient en Division 1, Division 2 ou National, pour ceux qui ont conservé ce statut de façon probatoire (clubs relégués depuis moins de deux ans de Division 2). Cela représente donc 42 équipes en tout pour cette édition. Le Racing Club de Lens débute la Coupe de la Ligue en seizièmes de finale, comme les autres clubs de Division 1, les équipes d'un niveau inférieur passant par un tour supplémentaire.
Les Lensois débutent donc leur Coupe de la Ligue le 5 janvier 1998 par la réception du Stade rennais au Stade Bollaert. Tony Vairelles est l'unique buteur de cette rencontre et permet à Lens de se qualifier au tour suivant.
Les huitièmes de finale se déroulent également à domicile pour le RC Lens. Le club rencontre le 31 janvier 1998 celui des Chamois niortais, alors club de division 2. À la fin des prolongations, alors que le score était encore nul et vierge, Anto Drobnjak marque à la 118e minute et permet à Lens de rejoindre les quarts de finale.
Pour ce tour, le Racing Club de Lens se déplace le 18 février 1998 au stade Auguste-Bonal pour y rencontrer le Football Club Sochaux-Montbéliard, autre club de division 2. Menés au score à l'issue de la première période sur un but de Bernard Bouger, le RC Lens se qualifie en marquant quatre buts en deuxième période, dont deux par Philippe Brunel.
Les Lensois se retrouvent donc en demi-finales et rencontrent le Paris Saint-Germain le 12 mars 1998 au Parc des Princes. Stéphane Ziani ouvre le score pour Lens ce qui permet à son club de mener à la mi-temps. Au retour des vestiaires, Marco Simone inscrit un doublé en quatre minutes et permet au Paris Saint-Germain de se qualifier en finale de cette Coupe de la Ligue que les Parisiens remportent aux tirs au but contre les Girondins de Bordeaux.

### Matchs officiels de la saison
Le tableau ci-dessous retrace dans l'ordre chronologique les 44 rencontres officielles jouées par le Racing Club de Lens durant la saison. Le club lensois a participé aux 34 journées du championnat ainsi qu'à six tours de Coupe de France et quatre rencontres en Coupe de la Ligue.
À la fin la saison, Lens a remporté 29 matchs, en a perdu 10 et a fait 5 matchs nuls.

## Joueurs et encadrement technique

### Encadrement technique
Daniel Leclercq, après avoir été entraîneur de l'équipe réserve, responsable de la formation puis l'adjoint de Roger Lemerre la saison précédente, est devenu l'entraîneur principal de l'équipe première grâce au soutien de Lemerre. Âgé de 48 ans à sa prise de fonction, Leclercq a joué comme défenseur à Lens de 1974 à 1983. Né à Trith-Saint-Léger, ville de la banlieue de Valenciennes, il débute dans le club de l'US Valenciennes-Anzin en junior puis en professionnel de 1967 à 1970. Il joue ensuite trois saisons à l'Olympique de Marseille (1970-1971 et 1972-1974), entrecoupées d'une saison à l'AS Angoulême entre 1971 et 1972. Sa carrière d'entraîneur débute, quant à elle, à l'US Valenciennes-Anzin, en décembre 1986. Il intègre l'encadrement du Racing Club de Lens en 1992. Leclercq s'engage comme entraîneur de l'équipe première pour deux ans.
François Brisson rejoint le RC Lens, club où il a évolué de 1981 à 1985, à l'intersaison 1997 pour y seconder Daniel Leclercq. Après avoir joué, de 1990 à 1993, les trois dernières saisons de sa carrière professionnelle au Lille OSC, il commence sa carrière d'entraîneur au Montauban FC en 1994 et y reste jusqu'à ce que le club lensois le contacte.
André Lannoy, ancien gardien de but de Lens de 1968,, à 1976, est également dans l'encadrement au poste d'entraîneur adjoint, responsable des gardiens de buts. Déjà présent à ce poste à l'arrivée de Daniel Leclercq, il conserve ses attributions au début de la saison 1997-1998.

### Effectif professionnel

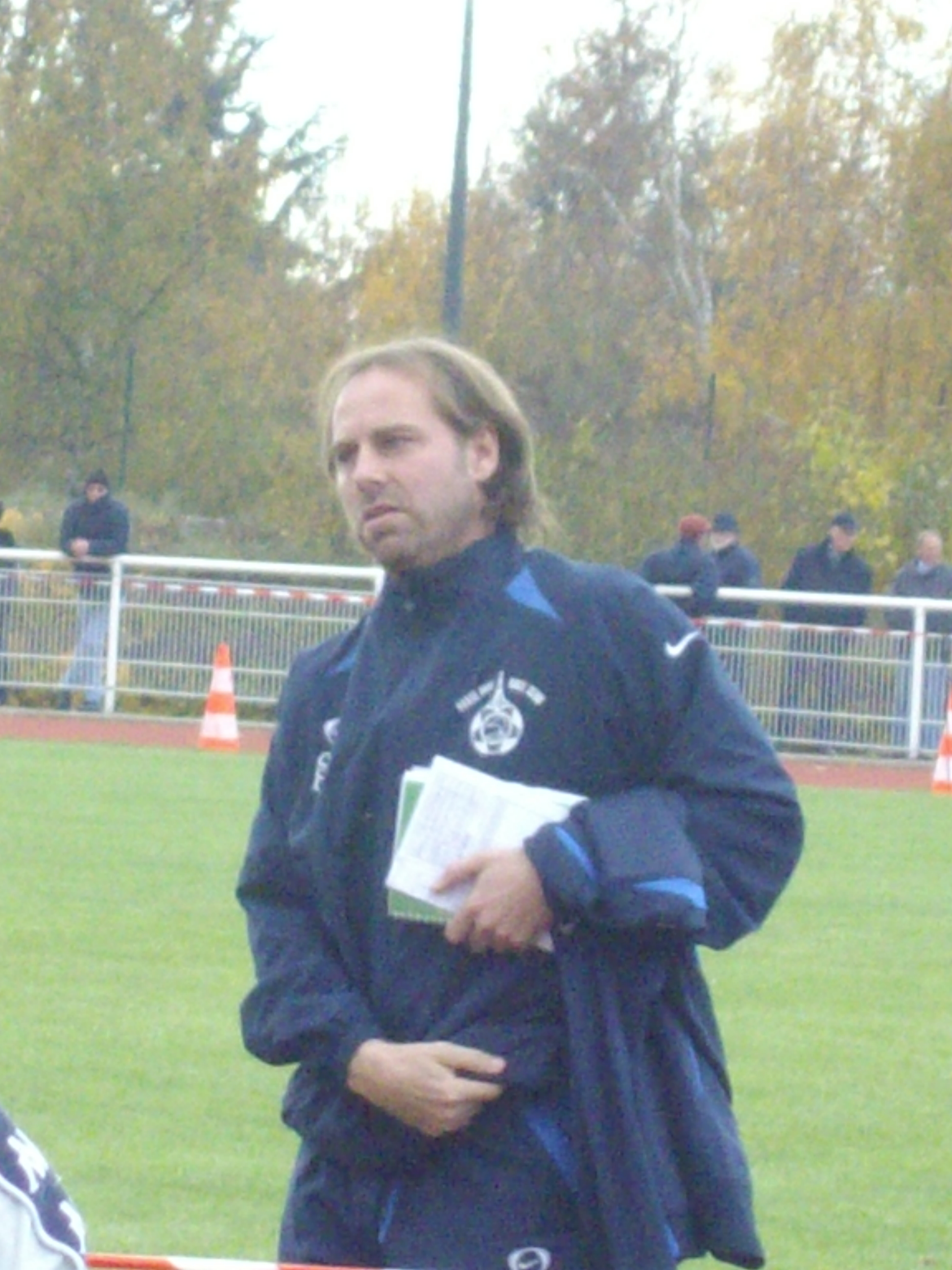
Jean-Guy Wallemme, le capitaine lensois en 1997-1998.

Le capitaine de l'équipe est Jean-Guy Wallemme, joueur formé au club et né à Maubeuge qui est présent au sein de l'effectif professionnel depuis la saison 1986-1987. Depuis, il a participé à toutes les aventures du club lensois, de la remontée en première division en 1991 au huitième de finale de Coupe UEFA contre le Slavia Prague en 1996.
Le gardien est Guillaume Warmuz qui est présent dans le club depuis début 1992-1993. Formé à l'INF Vichy, avec qui il gagne la Coupe Gambardella, il signe son premier contrat professionnel à l'Olympique de Marseille, club avec lequel il n'a disputé aucun match de championnat. Il rejoint alors le club du CS Louhans-Cuiseaux, situé dans sa région natale, où il dispute deux saisons complètes en Division 2. À la suite de ses performances, il rejoint le RC Lens et y devient le gardien principal de l'équipe.
Sur les 22 joueurs composant l'effectif professionnel, dix d'entre eux sont formés au club et neuf sont nés dans la région Nord-Pas-de-Calais. Parmi ces joueurs, certains cumulent ces deux paramètres comme les défenseurs Éric Sikora, Cyrille Magnier et Yoann Lachor. Sikora dispute durant cette saison son 300e match en première division en novembre 1997 contre le RC Strasbourg. Lachor intègre de son côté l'effectif professionnel en 1996-1997 et devient international espoirs en cours de saison. Bien que non originaire du Nord-Pas-de-Calais, l'attaquant Tony Vairelles figure parmi les joueurs préférés du public lensois.
Plusieurs joueurs étrangers font partie de l'effectif lensois. Parmi eux, le Malgache Hervé Arsène, joueur le plus âgé de l'effectif, dispute sa neuvième saison au club. Vladimír Šmicer, international Tchèque arrive à Lens en 1996 après neuf saisons au Slavia Prague. C'est lors de la confrontation contre le RC Lens en Coupe UEFA 1995-1996 que les recruteurs lensois le repèrent. Le Yougoslave Anto Drobnjak arrive à Lens en début de saison en provenance de Bastia pour renforcer l'attaque lensoise. Drobnjak a notamment été deuxième du classement des buteurs du Championnat de France 1995-1996. C'est lors de cette saison que le milieu de terrain camerounais Marc-Vivien Foé intègre le Racing Club de Lens.

### Statistiques individuelles
Au cours de cette saison, le joueur le plus utilisé de l'effectif est le milieu offensif Philippe Brunel qui participe à 43 des 44 matchs officiels que compte la saison, le match manqué étant une rencontre du championnat à Metz lors de la trentième journée. Le gardien Guillaume Warmuz a disputé lui l'intégralité du championnat de Division 1, mais n'a pas disputé deux rencontres de coupe de France ; il a donc joué 42 des 44 rencontres du club artésien.
Le meilleur buteur toutes compétitions confondues, est Anto Drobnjak qui a marqué 15 buts (dont 14 en championnat) suivi de Stéphane Ziani (14 buts dont 11 en championnat). Les autres joueurs ayant marqué au cours du championnat sont Vairelles (9 buts), Šmicer (7 buts), Eloi (3 buts), Foé, Debève, Lachor (2 buts) et Déhu, Brunel (1 but),. Le principal passeur décisif est Ziani (7 passes), suivi de Brunel (5 passes), Šmicer (4 passes), Debève et Vairelles (3 passes), Drobnjak et Foé (2 passes) et enfin Déhu, Lachor, Méride, Sikora et Wallemme. Enfin, seuls quatre joueurs ont été expulsés en cours de saison, tous en championnat et à une reprise : Jean-Guy Wallemme, Marc-Vivien Foé, Wagneau Eloi et Tony Vairelles.

### Récompenses et distinctions
À la fin de la saison 1997-1998, l'UNFP remet aux acteurs du championnat différentes récompenses par le biais des Oscars du football. Si les trophées du meilleur joueur (Marco Simone pour le Paris Saint-Germain) ou du meilleur espoir (David Trezeguet jouant à l'AS Monaco) ne reviennent pas à des joueurs lensois, le trophée du meilleur entraîneur est décerné au technicien du Racing Club de Lens, Daniel Leclercq. L'équipe type de la saison comporte deux Lensois, Stéphane Ziani et Éric Sikora. Ziani fait également partie de celle du magazine France Football et est également cinquième du classement des joueurs de champ selon leur moyenne, Frédéric Déhu étant huitième. Guillaume Warmuz est classé quatrième au classement des gardiens de but.

### Joueurs en sélection nationale

#### Équipe de France
La saison 1997-1998 correspond à celle de la préparation de la Coupe du monde organisée par la France. Le sélectionneur national est Aimé Jacquet dont un des adjoints est Roger Lemerre, ancien joueur et entraîneur du Racing Club de Lens (à deux reprises pour la saison 1978-1979, et de mars à juin 1997). L'équipe de France, au cours de ses matchs de préparation, reçoit l'équipe d'Afrique du Sud au stade Bollaert le 11 octobre 1997, et gagne deux buts à un. Aucun joueur lensois n'est sélectionné pour ce match mais un ancien Sang et Or y participe, Pierre Laigle. Laigle, formé au Racing Club de Lens, y a joué au niveau professionnel de 1990 à 1996.
Lors de l'annonce le 5 mai 1998 de la liste élargie à 28 joueurs par Aimé Jacquet, aucun joueur lensois n'y figure. À propos de l'absence de Sikora parmi cette liste, Patrice Bergues, ancien entraîneur du RC Lens, déclare que « l'année du titre, un groupe exceptionnel était en train de se former en équipe de France avec des joueurs très talentueux qui sont devenus champions du monde. Il était difficile de se faire une place dans cette équipe ». France Football, dans son bilan annuel de la saison 1997-1998, évoque l'idée que durant la saison, une convocation de Tony Vairelles sous le maillot bleu est envisagée grâce à ses performances, sans que cela se produise.
Yoann Lachor intègre l'équipe de France espoirs au cours de la saison. Il dispute deux rencontres avec cette sélection. Aucun autre joueur de l'effectif lensois ne dispute un match avec une équipe de France durant la saison.

#### Sélections étrangères

##### Qualifications et participation à la Coupe du monde 1998

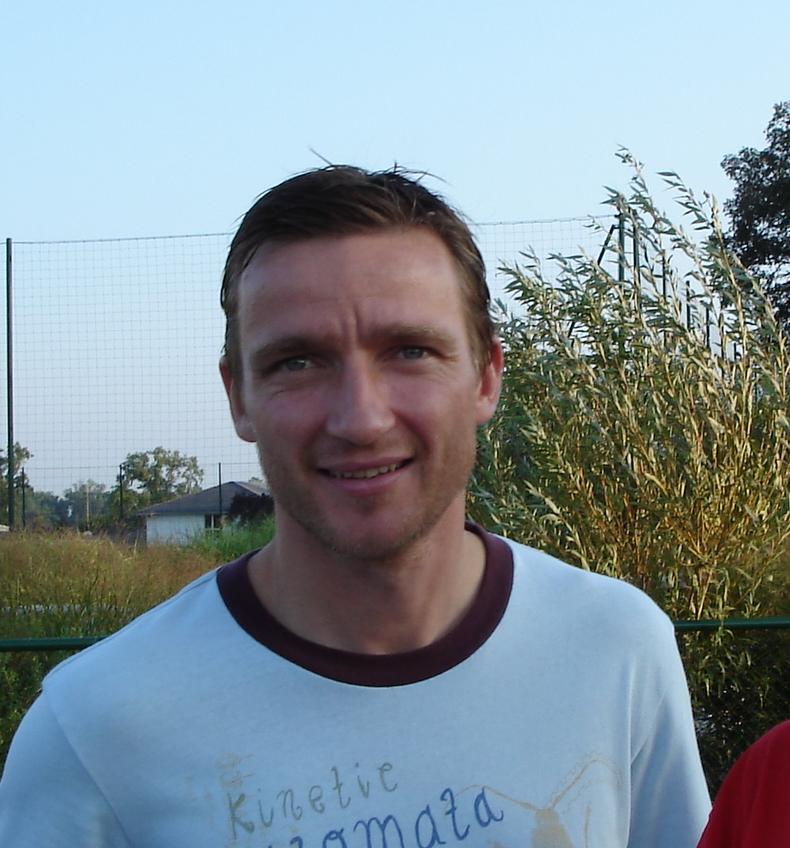
Vladimír Šmicer, membre de l'équipe de République tchèque en 1997-1998.

Contrairement aux joueurs français dont l'équipe est exemptée de qualifications à la Coupe du monde, certains de leurs coéquipiers prennent part aux qualifications avec leur équipe nationale.
Au niveau de la zone Europe, Vladimír Šmicer prend part aux derniers matchs qualificatifs de l'équipe de République tchèque de 1997. Lors de ces matchs, Šmicer inscrit trois buts (contre la Slovaquie deux fois,, et contre les Îles Féroé) au cours des cinq matchs qualificatifs auquel il participe. Cependant, la République tchèque finit 3e de son groupe, derrière l'Espagne et de la République fédérale de Yougoslavie, et n'est donc pas qualifiée pour la coupe du monde. Anto Drobnjak, au cours de cette période, ne prend pas part aux matchs qualificatifs de son équipe nationale (celle de République fédérale de Yougoslavie) pour la coupe du monde. Barragistes, les Yougoslaves se qualifient mais Drobnjak n'est pas sélectionné dans les 22 joueurs participant à la compétition.
Dans la zone Afrique, deux joueurs lensois sont concernés par la phase de qualifications à la coupe du monde, Wilson Oruma avec le Nigeria et Marc-Vivien Foé avec le Cameroun. Oruma participe à une rencontre qualificative face au Kenya, match dans lequel il marque un but. Qualifiée à la coupe du monde 1998, la sélection nigériane compte dans ses rangs Oruma. Il participe à un match de poule (face au Paraguay), dans lequel il marque le seul but de sa sélection qui s'incline trois à un. Le Nigeria finit premier de son groupe mais perd en huitièmes de finale face au Danemark, match auquel ne participe pas Wilson Oruma.
Marc-Vivien Foé, quant à lui, ne participe pas à des rencontres qualificatives pour la Coupe du monde avec l'équipe du Cameroun. Le Cameroun finit premier de son groupe et gagne donc son billet pour participer à la compétition disputée en France. La saison qu'il réalise avec le Racing Club de Lens lui permet d'être dans les favoris pour faire partie des sélectionnés. Or, à la fin du mois de mai, alors qu'il participe à un entraînement avec sa sélection en préparation de la Coupe du monde, Foé est victime d'une fracture à la jambe gauche qui l'empêche donc de participer au Mondial 98,.

##### Coupe des confédérations 1997
Du 12 au 21 décembre 1997 se tient au stade international du Roi-Fahd (à Riyad en Arabie saoudite) la Coupe des confédérations 1997. Cette compétition regroupe l'Arabie saoudite (nation hôte et vainqueur de la Coupe d'Asie des nations 1996), le Brésil (vainqueur de la Coupe du monde 1994), la République tchèque (finaliste de l'Euro 1996), le Mexique (vainqueur de la Gold Cup 1996), l'Uruguay (vainqueur de la Copa América 1995), l'Afrique du Sud (vainqueur de la Coupe d'Afrique des nations 1996), l'Australie (vainqueur de la Coupe d'Océanie 1996) et les Émirats arabes unis (finaliste de la Coupe d'Asie des nations 1996).
Vladimír Šmicer prend part à tous les matchs que son équipe dispute dans cette compétition. Il marque cinq buts en cinq rencontres (un doublé contre l'Afrique du Sud et un triplé contre les Émirats arabes unis), la République tchèque finissant à la troisième place.

##### Qualifications et participation à la Coupe d'Afrique des Nations 1998
Concernant les joueurs de Lens, Marc-Vivien Foé, avec l'équipe du Cameroun, est le seul concerné par les qualifications pour la Coupe d'Afrique des Nations 1998 se déroulant au Burkina Faso. En effet, Hervé Arsène (avec Madagascar) et Wilson Oruma (avec le Nigeria) n'y participent pas, leur équipe étant bannies. Le Cameroun, avec lequel Marc-Vivien Foé dispute un match, se qualifie pour la CAN.
Au cours de la compétition, Foé dispute les trois matchs de poule de son équipe. Cependant, il est suspendu pour les quarts de finale à la suite d'une accumulation de cartons jaunes. Son équipe perd alors le match face à la République démocratique du Congo.

##### Statistiques des joueurs du Racing Club de Lens avec les sélections étrangères
Le tableau suivant récapitule le nombre de matchs en sélection nationale joués par les joueurs étrangers de Lens.
| Nom             | Éliminatoires Coupe du monde / CAN | Éliminatoires Coupe du monde / CAN | Éliminatoires Coupe du monde / CAN | Éliminatoires Coupe du monde / CAN | Coupe du monde / CAN / CDC | Coupe du monde / CAN / CDC | Coupe du monde / CAN / CDC | Coupe du monde / CAN / CDC | Matchs amicaux | Matchs amicaux | Matchs amicaux | Matchs amicaux | Total | Total       | Total  | Total        |
| Nom             | MJ                                 | But inscrit                        | Averti                             | Carton rouge                       | MJ                         | But inscrit                | Averti                     | Carton rouge               | MJ             | But inscrit    | Averti         | Carton rouge   | MJ    | But inscrit | Averti | Carton rouge |
| --------------- | ---------------------------------- | ---------------------------------- | ---------------------------------- | ---------------------------------- | -------------------------- | -------------------------- | -------------------------- | -------------------------- | -------------- | -------------- | -------------- | -------------- | ----- | ----------- | ------ | ------------ |
| Anto Drobnjak   | 0                                  | 0                                  | 0                                  | 0                                  | 0                          | 0                          | 0                          | 0                          | 3              | 0              | 0              | 0              | 3     | 0           | 0      | 0            |
| Marc-Vivien Foé | 1                                  | 0                                  | 0                                  | 0                                  | 3                          | 0                          | 2                          | 0                          | 4              | 0              | 1              | 0              | 8     | 0           | 3      | 0            |
| Wilson Oruma    | 0                                  | 0                                  | 0                                  | 0                                  | 1                          | 1                          | 0                          | 0                          | 2              | 0              | 1              | 0              | 3     | 1           | 1      | 0            |
| Vladimír Šmicer | 4                                  | 3                                  | 0                                  | 0                                  | 5                          | 5                          | 0                          | 0                          | 3              | 3              | 0              | 0              | 12    | 11          | 0      | 0            |

## Système tactique et cohésion de groupe
| \| Warmuz 1 Lachor 3 Wallemme 8 Magnier 4 Sikora 2 Déhu 13 Debève 7 Ziani 10 Šmicer 19 Vairelles 11 Drobnjak 9 \| L'équipe type de la saison. |
| Warmuz 1 Lachor 3 Wallemme 8 Magnier 4 Sikora 2 Déhu 13 Debève 7 Ziani 10 Šmicer 19 Vairelles 11 Drobnjak 9                                   |

Daniel Leclercq, nouvel entraîneur du club, décide dès le début de saison d'imposer sa marque et de changer le style de jeu de son équipe. Ce style est résolument offensif, caractérisé par un jeu rapide vers l'avant favorisé par la mise en place la plupart du temps d'un dispositif en 4-3-3, pour quatre défenseurs, trois milieux de terrain et trois attaquants, que ce soit à domicile où à l'extérieur. Ce système tranche avec les années précédentes et notamment la période où Patrice Bergues était l'entraîneur. Ce dernier a amené le club à deux reprises en Coupe UEFA mais avec comme atout principal pour l'équipe sa défense. L'« épine dorsale » de ce système est composée de Guillaume Warmuz, Jean-Guy Wallemme, Frédéric Déhu, Stéphane Ziani et Anto Drobnjak,.
Le gardien titulaire est Guillaume Warmuz. Décisif par ses arrêts à plusieurs reprises dans la saison, il permet notamment à Lens en début de saison de s'imposer à l'extérieur contre l'Olympique de Marseille en repoussant le pénalty de l'égalisation en toute fin de match. Capitaine de l'équipe quand Jean-Guy Wallemme est absent, Warmuz est impliqué dans la stratégie offensive de son équipe par ses relances qui alternent le jeu court pour Wallemme ou long pour rechercher Anto Drobnjak.
La défense repose principalement sur les joueurs expérimentés et formés au club que sont Éric Sikora, Jean-Guy Wallemme le capitaine, et Cyrille Magnier. Ces deux derniers composent la charnière centrale et sont chargés de marquer chacun un attaquant adverse quand cette équipe évolue avec deux attaquants, ce qui est le cas de la plupart des équipes du championnat de France,. Ces deux joueurs évoluent ensemble depuis onze ans ce qui favorise leur entente sur le terrain. En cas de montée offensive d'un défenseur, souvent Wallemme, Frédéric Déhu recule alors de son poste de milieu de terrain pour compenser. En phase défensive, Déhu peut évoluer soit juste devant ces deux défenseurs centraux, soit derrière eux en tant que libéro,. Les latéraux sont Sikora côté droit et le jeune Yoann Lachor à gauche. Ces derniers, en plus de leur rôle défensif, doivent ressortir le ballon pour le faire avancer par les côtés et ensuite participer aux contre-attaques, préférentiellement avec Tony Vairelles pour Lachor, avec Vladimír Šmicer ou Vairelles pour Sikora. Tous deux peuvent également jouer au centre en direction de Stéphane Ziani ou Michaël Debève, libérant ainsi une nouvelle option de jeu. Leur rôle offensif se manifeste par exemple par Lachor qui marque deux buts dans la saison dont celui du titre à Auxerre.
Le milieu de terrain est composé de trois joueurs avec Frédéric Déhu ou Marc-Vivien Foé, Mickaël Debève, ainsi que Stéphane Ziani. Déhu et Foé sont à ce poste les récupérateurs et font valoir à ce poste leurs qualités physiques mais ils disposent également d'un rôle de relayeur faisant ainsi le lien entre la défense et l'attaque. Ziani est lui placé plus haut et dans l'axe. Reconnu pour ses qualités de passe, il est chargé d'organiser le jeu lensois. Son placement lui permet d'envisager de multiples solutions entre les latéraux, ses compères du milieu de terrain ainsi que les attaquants, ce qui optimise son talent balle au pied.
L'attaque est composée des ailiers Vladimír Šmicer et Tony Vairelles et de l'attaquant de pointe Anto Drobnjak. Šmicer, qui joue côté droit, a comme qualité principale sa vitesse. Vairelles, qui joue principalement à gauche mais qui est libre d'évoluer également à droite, est reconnu pour son endurance et ses dribbles. Drobnjak, qui joue en position plus axiale son habilité devant le but. Il est également utilisé pour ses déviations de la tête en cas de relance longue du gardien en direction de ses ailiers ou du meneur de jeu. Cette association, au sein duquel le gaucher Philippe Brunel fait régulièrement partie sur le flanc gauche de l'attaque lensoise, est considérée par Adick Koot, entraîneur-joueur de l'AS Cannes, comme la « meilleure de France ».
Daniel Leclercq, une fois la saison terminée, considère qu'« il y avait des formations beaucoup mieux armées sur le plan des individualités » et met l'accent sur la qualité de jeu et la progression tout au long de la saison de son collectif. Le groupe lensois se caractérise par sa solidité, sa complémentarité, ainsi que par sa cohésion. Hormis Ziani et Drobnjak nouvellement arrivés, la plupart des autres joueurs évoluent ensemble depuis quatre ou cinq années et ont ainsi une expérience commune. Plusieurs fois dans la saison, les joueurs organisent entre eux des sorties extra-sportives, dans lesquelles une majorité du groupe s'implique, signe de la bonne entente qui règne dans l'équipe. Cet élément est souligné comme important dans ce titre par Éric Sikora dans le livre qui lui est consacré. Le moral du groupe est également entretenu par son entraîneur, convaincu de la possibilité pour le RC Lens d'être champion après la trêve hivernale. Enfin, un travail d'amélioration de la préparation physique a également été mis en place dans le club à l'arrivée de Roger Lemerre, avec Daniel Leclercq comme adjoint, en début d'année 1997 et poursuivi ensuite, visant à diminuer le nombre de blessures élevé de joueurs constaté lors de la saison précédente.

## Éléments économiques, financiers et juridiques
Le budget du Racing Club de Lens s'élève pour cette saison à 135 millions de francs,,, à distance des budgets les plus importants de la saison qui sont ceux de l'AS Monaco, de l'Olympique de Marseille ou du Paris SG. Sur ces 135 millions, 75 constituent la masse salariale, le joueur le mieux rémunéré étant Anto Drobnjak avec 360 000 francs par mois,. En début de saison, le sponsor principal du club est son équipementier, Umbro, rejoint en cours d'année par le constructeur automobile Kia, qui succède aux magasins Shopi,,. La marque coréenne apporte 10 millions de francs au club,. 380 autres entreprises issues de la région lensoise contribuent au financement du club à hauteur de 50 millions, la billetterie apportant de son côté 30 millions sur la saison,,. Pour cette saison, le RC Lens obtient 10 ou 12 millions de francs grâce aux produits dérivés. Comptant développer à l'avenir les revenus générés par cette activité, en prenant exemple sur Manchester United, le club inaugure en fin de saison à proximité du stade Bollaert un magasin de 300 m2, Émotion Foot, destiné à remplacer les deux boutiques plus petites du centre-ville. Le club conclut également un accord avec l'enseigne de grande distribution Auchan pour la diffusion de ses produits dans les magasins du Nord de la France,.
Le club fonctionne sur la base d'une association loi de 1901 à statuts renforcés. Le président du club, depuis le 24 août 1988, est Gervais Martel,. Martel est également président de l'UCPF, le syndicat français des propriétaires et dirigeants des clubs de football,. La direction générale du RC Lens est assurée par Serge Doré, qui s'occupe particulièrement du secteur extra-sportif,. Francis Collado est directeur administratif et financier du club, Jean-Luc Lamarche est de son côté directeur sportif et mène le recrutement,,. La structure comporte 105 salariés.

## Affluences
476 099 personnes ayant assisté aux 17 rencontres de championnat, l'affluence moyenne au stade Bollaert a été de 27 788 spectateurs. Il s'agit de la troisième meilleure moyenne derrière celles du Paris Saint-Germain (31 965) et de l'Olympique de Marseille (27 791). Du point de vue du taux de remplissage, Lens est situé à la deuxième place à domicile avec une moyenne de 69,9 % derrière l'En Avant de Guingamp avec 73,5 %, tandis qu'à l'extérieur, le club artésien est situé à la dixième place avec 48,7 %, le Paris Saint-Germain étant premier avec 77,7 %.
En Coupe de la Ligue, le Racing Club de Lens dispute deux rencontres à domicile contre le Stade rennais et contre les Chamois niortais devant 8 000 et 21 953 spectateurs respectivement.
En coupe de France, Lens reçoit Le Havre et Lyon devant 6 000 et 38 269 personnes.
Affluence du Racing Club de Lens à domicile

## Équipe réserve
L'équipe réserve du RC Lens sert de tremplin vers le groupe professionnel pour les jeunes du centre de formation mais permet également à certains joueurs non alignés avec l'équipe professionnelle d'avoir du temps de jeu. L'équipe réserve est également utilisée fréquemment par des professionnels en phase de reprise à la suite d'une blessure. Pour cette saison, l'équipe B de Lens est entraînée par Georges Tournay.
Pour la saison 1997-1998, l'équipe réserve du RC Lens évolue dans le groupe A du championnat de France amateur, la quatrième division de football en France. L'équipe réserve du RC Lens termine cette saison à la treizième place, 9 points devant le club d'Aubervilliers, première équipe reléguée en CFA2.
La majorité des joueurs lensois du groupe professionnel participent à des matchs avec la réserve. Ainsi, les gardiens de but Cédric Berthelin et Christophe Marichez disputent respectivement 22 et 11 rencontres. En défense, Aboubacar Sankharé dispute 26 rencontres, Xavier Méride 12, José-Karl Pierre-Fanfan 11, Yoann Lachor 2 et Cyrille Magnier une. Les milieux de terrain Romain Pitau (24 matchs), Wilson Oruma (10 matchs), Marc-Vivien Foé (2 matchs) et Mickaël Debève (1 match) jouent également avec la réserve tout comme les attaquants Wagneau Eloi (9 matchs), Anto Drobnjak et Tony Vairelles (1 match).